# Cristina Gheorghe (actriță)

## Biografie
Cristina Gheorghe (n. 22 iunie 1993, București, România) este o actriță, model și activistă  de origine română tătară  stabilită în Italia. Este cunoscută pentru activitatea sa în televiziune, cinematografie și modă, precum și pentru aparițiile în cadrul unor festivaluri internaționale.
Cristina Gheorghe s-a născut pe 22 iunie 1993 în București. Este de origine română și tătară. A absolvit Liceul Teoretic „Constantin Brâncoveanu” din București, iar ulterior s-a mutat în Italia, unde a urmat cursurile Istituto Europeo di Design (IED), obținând o diplomă de stilist, consilier vestimentar și designer vestimentar.

## Carieră
Cristina a debutat în televiziune la vârsta de 16 ani, după ce a fost selectată pentru emisiunea Liber pe contrasens, difuzată de TVR2, unde a activat ca și comentator. În aceeași perioadă, a apărut în mai multe scurtmetraje produse de Televiziunea Română.
În vara anului 2014, în timpul unei vizite în Capri, a fost remarcată de un membru al echipei Dolce & Gabbana și invitată să defileze în cadrul unui eveniment al casei de modă. Acesta a fost debutul ei oficial în modă. Ulterior, a defilat pentru branduri precum Rocco Barocco, Yamamay, Calzedonia și a fost prezentă în paginile revistei Vogue Italia.
În domeniul cinematografiei, Cristina Gheorghe a debutat în Italia în filmul La Fortezza, regizat de Stefano Russo. A mai apărut în filmele A casa tutti bene (r. Gabriele Muccino) și Nata per te (2023), regizat de Fabio Mollo. În 2021, a fost prezentă la Ischia Global Film & Music Fest, unde a fost lansat lungmetrajul Long Island Club, în care deține un rol principal.